# Mayra Martí
Moira Elisa Martínez Álvarez, más conocida con el nombre artístico de Mayra Martí, (n. Puerto La Cruz, estado Anzoátegui, Venezuela, 2 de junio de 1954) es una abogada, locutora, juez penal, docente universitaria y cantante venezolana.

## Biografía

### Estudios y carrera profesional
Estudió por espacio de seis años Canto, así como Teoría y Solfeo con la maestra y soprano lírica Lidia Butturini de Panaro (quien fuera también una de las primeras maestras de Morella Muñoz).  A los trece años estudió la secundaria en el liceo Independencia de Caracas. En 1977 se graduó de abogada en la Universidad Santa María (USM). Luego hizo un curso de postgrado en Criminología en el Reino Unido y obtuvo el título en 1979. En la USM ejerció temporalmente como profesora universitaria. En marzo de 2013 recibió el título de Doctora en Ciencias, mención derecho, en la Universidad Central de Venezuela (UCV).
En 2013 seguía siendo docente universitaria en la UCV, así como jueza penal de adolescentes.

### Carrera artística
En 1966 apareció en el programa de televisión de Renny Ottolina. En 1967 ocupó el segundo lugar en el III Festival de Canción Popular Venezolana con el tema Nostalgia Llanera. En ese año grabó el LP Algo de Venezuela con la disquera Fonodisco. En 1968, ganó el primer lugar en el 2.º Festival de la Canción del Niño.
En 1970, Mayra Martí y el también cantante Héctor Murga participaron en el Primer Festival de la Canción Latinoamericana, en Nueva York. En 1973 resulta ganadora del concurso Voz de Diamante de Venezuela con el tema Una melodía a mi soledad de Alfredo Sadel. 
Retoma su carrera en 1981, cuando Radio Caracas Televisión la llama para hacer con ella un especial titulado "Vuelve Mayra Martí". Graba un disco con este nombre y después de haber permanecido cuatro años alejada del público venezolano, la circunstancia de la aparición del disco le permitió volver a los escenarios musicales. Hace una participación en el programa de Radio Caracas Televisión llamado "Clásicos Dominicales" que obtuvo tal éxito que la empresa discográfica Sonográfica se decide a realizar un nuevo disco con la cantante con el solo acompañamiento de guitarras e idéntico repertorio al interpretado en televisión.

### Vida personal
En 1970 contrajo matrimonio con el locutor y productor radial José Luis Seijas Núñez, con quien tuvo su único hijo Jorge Alejandro Seijas Martínez. Posteriormente se divorciaron. Su hijo Jorge Alejandro Seijas Martínez es un administrador y contador público. 
Tiempo después, Mayra Martí se casó con el psicólogo clínico y abogado Hildebrando Rosas.

## Discografía
Lista incompleta.
| Año  | Título                                                                         | Discográfica                                        |
| ---- | ------------------------------------------------------------------------------ | --------------------------------------------------- |
| 1966 | Algo de Venezuela                                                              | Fonodisco (Venezuela)                               |
| 1968 | Al gusto de Mayra                                                              | Velvet (Venezuela)                                  |
| 1969 | Elevación                                                                      | Velvet (Venezuela)                                  |
| 1970 | Canta, canta                                                                   | SonVel (Venezuela)                                  |
| 1970 | Una lágrima                                                                    | Velvet (Venezuela)                                  |
| 1971 | Un canto a mi tierra                                                           | Velvet (Venezuela)                                  |
| 1976 | Dedicado a Venezuela                                                           | Velvet (Venezuela)                                  |
| 1981 | Lo mejor de La Mejor: Éxitos de Mayra Martí                                    | Velvet (Venezuela)                                  |
| 1981 | Mayra Martí vuelve.                                                            | Suramericana del Disco (Venezuela)                  |
| 1983 | Ni más, ni menos.                                                              | Sonográfica (Venezuela)                             |
| 1984 | Amor Salvaje.                                                                  | Sonográfica (Venezuela)                             |
| 1986 | Clásicos Dominicales.                                                          | Sonográfica (Venezuela)                             |
| 1987 | Clásicos Americanos.                                                           | Sonográfica (Venezuela)                             |
| 2002 | Clásicos Americanos (Reedición en CD, serie The Universal Masters Collection.) | Universal Music Venezuela - Sonográfica (Venezuela) |
| 2002 | Mayra Martí Espectacular.                                                      | Producción Independiente (Venezuela)                |
| 2005 | 40 Años, 40 Éxitos: Mayra Martí                                                | Velvet (Venezuela)                                  |

Participaciones:
-III Festival de la Canción Popular Venezolana (1967) Velvet
-IV Festival de la Canción Popular Venezolana (1968) (Lp Velvet).
-La Gogoteca (1968) Compilación (1968) Velvet.
-San Remo ´69 en español. Compilación (1969) Velvet
-Venezuela y sus intérpretes. (1969). (Selecciones Reader's Digest, Edición venezolana).
-Sensacionalísimas (Compilación) (1974) Velvet.
-Sensacionalísimas (Compilación) (1975) Velvet.
Única Entrega. (2006). Compilación. Velvet

## Premios y reconocimientos
- 1967: Segundo Lugar. III Festival de la Canción Popular Venezolana. Canción: Nostalgia Llanera, copla–joropo compuesta por Ángel Briceño y arreglos de Pepe Bravo.

- 1968: Primer Lugar IV Festival de la Canción Popular Venezolana. Canción: Tu Lejanía del compositor venezolano Luis Morales Gil

- Otros 1968: Ángel de Oro Velvet

- Año 1969: Guacaipuro de Oro; Mayra Martí impuso «Elevación»(1) en el «Hit Parade» nacional; Trofeo Espectáculos, Caracas; Disco de Oro Velvet; Premio Radio Capital

- 1970: Primer Lugar Voz de Oro de Venezuela tema "Ya sé" de Lesbia Delgado con arreglo de Atilio Ferraro. Dirección orquestal de José Gay. (Primera vez que se concursaba en renglón femenino);

- Otros premios 1970: Disco de Oro Velvet; Premio Radio Capital

- 1970: Hija Ilustre de Puerto La Cruz otorgado por el Concejo Municipal. Reconocimiento.

- 1971: Festival de la Canción Venezolana por la Fundación del Niño.

- 1972: Premio Concejo Municipal Distrito Irribarren, Edo. Lara

- 1973: Primer Lugar Voz de Diamante de Venezuela, renglón Femenino, con el tema "Una melodía a mi soledad" del tenor y compositor Alfredo Sadel. Alfredo ganó con su tema “Aquel Cantor” Primer Lugar de la Voz de Diamante, renglón Masculino.

Otros premios y reconcimientos año 1973
–Guacaipuro de Oro; Florentino de Oro en San Fernando de Apure, Edo. Apure;
–Premio Canaima de Oro, Ciudad Guayana, Edo. Bolívar;
–Festival Venezolano de la Canción, Fundación del Niño;
–Reconocimiento del Anzoátegui Fútbol Club, Puerto La Cruz;
–Primer Festival Internacional de la Canción de Dos Mundos, Portugal;
–Comité Reconocimiento Valores Humanos, Maracaibo;
–Cardenal de Oro, Edo. Lara;
–Canciorema de Oro otorgado por Radio Rumbos.
- 1975: Premio Gran Sol de Oriente, Puerto La Cruz

- 1981: Premio Espectáculo Internacional

- 1983: Premio La Popular concedido por El Mara de Oro, Maracaibo, Edo. Zulia.

- 1984: Premio Gobierno de Lara y Fuerzas Armadas, Barquisimeto, Edo. Lara.

- 1987: Dos de Platino, RCTV

- 1988: Premio Efofac

- 1988: Reconocimiento por las Fuerzas Armadas, Edo. Lara

- 1990: Chinita de Plata

- 1992: Premio Armada de Venezuela

- 1992: Canciorama de Oro, Radio Rumbos